# Кульский Станок
Ку́льский Ста́нок (бур. Хγлэй Yртөө) — улус в Хоринском районе Бурятии. Входит в сельское поселение «Хоринское».

## География
Расположен на правой надпойменной террасе реки Уда (в 2 км к северу от основного русла, напротив села Кульск), в 13 км к западу от районного центра, села Хоринск, на межрегиональной автодороге Р436 Улан-Удэ — Романовка — Чита.

## История
В прошлом — почтовая станция на Старомосковском тракте.
В 2004—2013 годах — административный центр сельского поселения «Улан-Одонское».
Законом от 6 мая 2013 года объединены сельские поселения «Улан-Одонское» (улусы Кульский Станок и Алан) и «Хоринское» в сельское поселение «Хоринское» с административным центром в селе Хоринск.

## Население
| 2002 | 2010 |
| ---- | ---- |
| 466  | ↗571 |

## Инфраструктура
Основная общеобразовательная школа, Дом культуры, фельдшерско-акушерский пункт.